# Ryan O'Byrne
Pour les articles homonymes, voir O'Byrne.
Ryan O'Byrne (né le 19 juillet 1984 à Victoria, dans la province de la Colombie-Britannique, au Canada) est un joueur professionnel canadien de hockey sur glace. Il a été le dernier joueur de l'histoire des Canadiens de Montréal à porter le numéro 3. Ce numéro 3 a été retiré le 4 décembre 2009 en hommage à Émile Bouchard.

## Carrière de joueur
Repêché en 2003 au 79e rang, alors qu'il jouait pour les Clippers de Nanaimo, il décida cependant de rejoindre les rangs universitaires plutôt que le club-école des Canadiens de Montréal. Il évolua donc trois saisons avec le Big Red de l'Université Cornell dans la NCAA. Il y disputera un total de 92 matchs et obtient un certificat en gestion hôtelière.
C'est lors de la saison 2006-2007 que O'Byrne rejoint finalement les Bulldogs de Hamilton dans la Ligue américaine de hockey où il gagna la Coupe Calder à la fin de cette même saison. L'année suivante, ne parvenant pas à se tailler un poste avec les Canadiens, il débuta la saison avec les Bulldogs. Au début de décembre, les Canadiens éprouvèrent des difficultés et firent appel à ses services pour la première fois le 6 décembre 2007. À sa première partie dans la Ligue nationale de hockey, il récolta 2 mentions d'assistances contre les Bruins de Boston. Le 24 novembre 2008, il marqua dans son propre filet déserté par Carey Price à la suite d'une pénalité à retardement, permettant ainsi à l'équipe adverse, les Islanders de New York, d'égaliser puis de remporter le match en tir de fusillade.
Il fut le dernier joueur du Canadien de Montréal à porter le chandail numéro 3 alors qu'on retira le chandail d'Émile Bouchard lors de la célébration du centenaire le 4 décembre 2009. Il retira alors son chandail numéro 3 pour faire découvrir son nouveau numéro, le 20.
Le 11 novembre 2010, le Canadiens de Montréal échange O'Byrne à l'Avalanche du Colorado en retour de l'attaquant de 18 ans Michaël Bournival.
Le 3 avril 2013, il a été échangé aux Maple Leafs de Toronto en retour d'un choix de 4e tour en 2014.

## Statistiques
| Saison     | Équipe                   | Ligue      |     | Saison régulière | Saison régulière | Saison régulière | Saison régulière | Saison régulière |   | Séries éliminatoires | Séries éliminatoires | Séries éliminatoires | Séries éliminatoires | Séries éliminatoires |
| Saison     | Équipe                   | Ligue      | PJ  | B                | A                | Pts              | Pun              | PJ               | B | A                    | Pts                  | Pun                  |                      |                      |
| 2001-2002  | Salsa de Victoria        | LHCB       | 52  | 2                | 9                | 11               | 91               | -                | - | -                    | -                    | -                    |                      |                      |
| 2002-2003  | Salsa de Victoria        | LHCB       | 32  | 3                | 6                | 9                | 94               | -                | - | -                    | -                    | -                    |                      |                      |
| 2002-2003  | Clippers de Nanaimo      | LHCB       | 9   | 2                | 4                | 6                | 24               | -                | - | -                    | -                    | -                    |                      |                      |
| 2003-2004  | Big Red de Cornell       | NCAA       | 31  | 0                | 2                | 2                | 71               | -                | - | -                    | -                    | -                    |                      |                      |
| 2004-2005  | Big Red de Cornell       | NCAA       | 33  | 3                | 7                | 10               | 68               | -                | - | -                    | -                    | -                    |                      |                      |
| 2005-2006  | Big Red de Cornell       | NCAA       | 28  | 7                | 6                | 13               | 69               | -                | - | -                    | -                    | -                    |                      |                      |
| 2006-2007  | Bulldogs de Hamilton     | LAH        | 80  | 0                | 12               | 12               | 129              | 22               | 2 | 5                    | 7                    | 32                   |                      |                      |
| 2007-2008  | Bulldogs de Hamilton     | LAH        | 20  | 2                | 6                | 8                | 46               | -                | - | -                    | -                    | -                    |                      |                      |
| 2007-2008  | Canadiens de Montréal    | LNH        | 33  | 1                | 6                | 7                | 45               | 4                | 0 | 0                    | 0                    | 0                    |                      |                      |
| 2008-2009  | Bulldogs de Hamilton     | LAH        | 18  | 1                | 5                | 6                | 35               | -                | - | -                    | -                    | -                    |                      |                      |
| 2008-2009  | Canadiens de Montréal    | LNH        | 37  | 0                | 5                | 5                | 58               | 2                | 0 | 0                    | 0                    | 2                    |                      |                      |
| 2009-2010  | Canadiens de Montréal    | LNH        | 55  | 1                | 3                | 4                | 74               | 13               | 0 | 0                    | 0                    | 10                   |                      |                      |
| 2010-2011  | Canadiens de Montréal    | LNH        | 3   | 0                | 0                | 0                | 4                | -                | - | -                    | -                    | -                    |                      |                      |
| 2010-2011  | Avalanche du Colorado    | LNH        | 64  | 0                | 10               | 10               | 71               | -                | - | -                    | -                    | -                    |                      |                      |
| 2011-2012  | Avalanche du Colorado    | LNH        | 74  | 1                | 6                | 7                | 57               | -                | - | -                    | -                    | -                    |                      |                      |
| 2012-2013  | Everblades de la Floride | ECHL       | 16  | 2                | 9                | 11               | 10               | -                | - | -                    | -                    | -                    |                      |                      |
| 2012-2013  | Avalanche du Colorado    | LNH        | 32  | 1                | 3                | 4                | 52               | -                | - | -                    | -                    | -                    |                      |                      |
| 2012-2013  | Maple Leafs de Toronto   | LNH        | 8   | 1                | 1                | 2                | 6                | 6                | 0 | 0                    | 0                    | 4                    |                      |                      |
| 2013-2014  | HC Lev Prague            | KHL        | 43  | 2                | 7                | 9                | 51               | 22               | 2 | 4                    | 6                    | 60                   |                      |                      |
| 2014-2015  | HC Ambrì-Piotta          | LNA        | 13  | 0                | 2                | 2                | 16               | 5                | 1 | 0                    | 1                    | 2                    |                      |                      |
| 2015-2016  | HV71                     | SHL        | 28  | 2                | 3                | 5                | 78               | 3                | 0 | 0                    | 0                    | 0                    |                      |                      |
| Totaux LNH | Totaux LNH               | Totaux LNH | 308 | 5                | 34               | 39               | 369              | 25               | 0 | 0                    | 0                    | 16                   |                      |                      |

## Justice
La nuit du 11 au 12 février 2008, O'Byrne et Kostopoulos ont été arrêtés près d'une boîte de nuit de Tampa, après un incident où O'Byrne subtilisa la sacoche d'une femme. Les deux joueurs ont passé la nuit en prison, O'Byrne paya une amende de 2500 dollars et Kostopoulos 500 à la police de Tampa. Aucune accusation au dossier criminel n'a été portée contre les deux joueurs.

## Équipes d'étoiles et trophées
- 2007 : remporta la Coupe Calder avec les Bulldogs de Hamilton.